# Expédition d'Alger (1516)
Pour les articles homonymes, voir Expédition d'Alger.
Conflits algéro-hispaniques
L'expédition d'Alger de 1516 est une campagne militaire infructueuse menée par l’Empire espagnol et le Royaume de Ténès pour renverser le nouveau sultanat d'Alger récemment formé.

## Contexte
Au début du XVIe siècle, l’Empire espagnol cherche à contrôler le littoral nord-africain pour lutter contre la piraterie et sécuriser les routes maritimes commerciales. Alger constituait un point stratégique en Méditerranée. En 1516, l'émir d’Alger, Salim at-Toumi, fait appel aux corsaires ottomans Aroudj et Khayr ad-Din Barberousse, pour l’aider à repousser les Espagnols, déjà installés dans la région notamment à Oran, Béjaïa et le Peñon d'Alger. Aroudj Barberousse, en aidant Salim, finit par s’imposer à Alger, qu’il contrôle en assassinant Salim at-Toumi. Les Espagnols, avec le soutien du cheikh de Ténès, voulaient chasser Barberousse et le remplacer par le fils de l’ancien prince.
Moulay Abou Abdellah était un chef local influent de la région de Ténès, à l’ouest d’Alger. Il s’oppose à l’expansion du pouvoir des Frères Barberousse. Il refuse de reconnaître l’autorité d’Aroudj, qu’il considère comme un usurpateur. Il s’allie aux Espagnols pour tenter de renverser Aroudj, espérant sans doute affaiblir la domination ottomane croissante et restaurer une forme d’autonomie locale,.

## Déroulement
En 1516, une flotte espagnole dirigée par Diego de Vera, gouverneur d’Oran, lance une expédition contre Alger pour en reprendre le contrôle et chasser Aroudj Barberousse. L’expédition comprenait 10 000 à 15 000 hommes, ainsi que 10 000 Maures de Ténès. Les forces de Barberousse, elles, ne comptaient que 1 500 hommes,
. Cependant, une tempête détruisit une partie de la flotte en cours de route. Lorsque les survivants atteignirent Alger, ils furent facilement mis en déroute par les forces de Barberousse.
Les Espagnols sont repoussés, subissent de lourdes pertes, et l’expédition est un échec total. 3 000 sont tués ou blessés, et 400 furent faits prisonniers.
Au total, 8 000 hommes furent perdus. Les forces algériennes, quant à elles, ne subirent que peu de pertes.

## Conséquences
La défaite espagnole renforce le pouvoir de Barberousse à Alger, et cela marque le début de l’installation durable de la régence d’Alger sous influence ottomane. Alger devient un bastion des pirates barbaresques et un point stratégique dans la guerre navale entre l’Empire ottoman et les puissances européennes. Les espagnols furent chassés de Ténès par Khayr ad-Din Barberousse en 1517,. Une fois capturé, Moulay Abou Abdellah a été exécuté sur ordre de Barberousse, dans le but de supprimer toute opposition locale et d'asseoir définitivement son autorité sur la région,.